# 薩克森-希爾德布格豪森的特蕾莎
特蕾莎·夏洛特·路易丝（德語：Therese Charlotte Luise，1792年7月8日—1854年10月26日）是巴伐利亚王国的王后和薩克森-希爾德布格豪森公国的公主。她的丈夫是巴伐利亚国王路德维希一世。
特蕾莎的外祖父是卡尔二世。1810年，她和路德维希一世结婚。这场婚礼在慕尼黑举行的庆祝活动演变成了一年一度的慕尼黑啤酒节（Oktoberfest）。
她为路德维希一世诞下九名孩子，但十分抗拒他的不忠。1848年，她的丈夫因为和一位女演员的外遇而被逼退位。